# 傅鹰
傅鹰（1902年1月19日—1979年9月7日），男，福建闽县（今福州市区），生於北京，中国物理化学家、教育家及中国胶体化学奠基人，中国科学院院士。

## 生平
1939年，应时任国立厦门大学校长萨本栋邀请，傅鹰来厦大任教。后来在重庆大学任教。1949年，受紫石英号事件的鼓舞，傅鹰从美国回国，曾任北京大学副校长。
他知識廣博，熟讀科學史，他有句名言：“科学给人以知识，科学史给人以智慧”。他教学別具特色，蘊含趣味。著有《大学普通化学》和《化学热力学导论》等书。

## 家族
其妻张锦23岁时在美国获得伊利诺伊大学化学博士学位，是当时中国有机化学领域鲜有的女博士。
傅鹰妻张锦的侄子张存浩亦为物理化学家。

## 外部連結
- 傅鹰老师二三事----中国科学院学部与院士（刪節版）
- 傅鹰（1902-1979）
- 傅鹰：被毛泽东“钦点”的教授 （页面存档备份，存于）